# Liste von Spielern von Ajax Amsterdam
Die Liste der Spieler von Ajax Amsterdam verzeichnet aktuelle und ehemalige Spieler von Ajax Amsterdam.

## A
| - Stanley Aborah - Wim Addicks - Ismail Aissati - Jamal Akachar - Toby Alderweireld - Rob Alflen - Henk Alofs | - Yannis Anastasiou - Henk Anderiesen - Wim Anderiesen - Wim Anderiesen jr. - Vurnon Anita - Frank Arnesen - Schota Arweladse |

## B
| - Tijani Babangida - Ryan Babel - Gert Bals - Edwin Bakker - Klaas Bakker - Kennedy Bakırcıoğlu - Leen Bartels - Rob Bartelsman - Marco van Basten - Kiran Bechan - Milan Berck Beelenkamp - Dick Been - Jo Behrens - André Bergdølmo | - Dave van den Bergh - Dennis Bergkamp - Luuk Bijker - Horst Blankenburg - Ton Blanker - Wim Bleijenberg - Daley Blind - Danny Blind - Henk Blomvliet - Emmanuel Boakye - Kevin Bobson - Ilan Boccara - George van Bockel - Darko Bodul | - Frank de Boer - Jan de Boer - Ronald de Boer - Peter Boeve - Winston Bogarde - Ronnie Boomgaard - Jan Bonneveld - Sander Boschker - Hans Boskamp - John Bosman - Nourdin Boukhari - Co Bouwens - Bram Braam - Božo Broketa | - Piet van den Broecke - Willy Brokamp - Theo Brokmann sr. - Theo Brokmann jr. - John van den Brom - Theo Buis - Piet Burgers - Dick van Burik - Wilco van Buuren - Joop Butter - Nico Buwalda |

## C
| - Angelos Charisteas - Cristian Chivu - Ray Clarke - Tim de Cler - Jurgen Colin | - Frans Couton - Johan Cruyff - Daniel Cruz - Jason Čulina - Darío Cvitanich |

## D
| - Dani - Inge Danielsson - Jelle Van Damme - Edgar Davids - Coen Delsen - Hein Delsen | - Laurent Delorge - Andrij Demtschenko - Ally Dick - Fred Dikstaal - Joey Didulica - Jan van Diepenbeek | - Dick van Dijk - Gé van Dijk - Piet van Dijk - Lloyd Doesburg - Mitchell Donald - Pim van Dord | - Jan van Dort - Guus Dräger - Jan van Drecht - Theo van Duivenbode - Johnny Dusbaba |

## E
| - Loek den Edel - Henk Elzer - Urby Emanuelson - Christian Eriksen | - Hans Erkens - Julien Escudé - Jan Everse junior - Eyong Enoh |

## F
| - Donald Feldmann - Wim Feldmann - Ton Fens - Jan Fransz - Filipe Luís | - Edwin Fischer - Gerrit Fischer - Pál Fischer - Gé Fortgens |

## G
| - Gabri - Ivan Gabrich - Tomáš Galásek - Hans Galjé - Felix Gasselich - Martin van Geel - Cor Geelhuizen - Ruud Geels | - Robert Gehring - Desmond Gemert - Dennis Gentenaar - Finidi George - Kick Geudeker - Joško Gluić - Edwin Godee - Max Goedkoop | - Dean Gorré - Dennis de Graaf - Eddy Pieters Graafland - Fred Grim - Alfons Groenendijk - Jesper Grønkjær - Cees Groot - Henk Groot | - Frans Grootenboer - Marcel Grootenboer - Rolf Grootenboer - Jan Grootmeijer - Nemanja Gudelj - Wim Gupffert - Zdeněk Grygera - Cedric van der Gun |

## H
| - Arie Haan - Erik de Haan - Günther de Haan - Bobby Haarms - Winston Haatrecht - Johnny Hansen - Jan van Halst - Piet Hamberg | - Eddy Hamel - Arnold van Haren - Cor van der Hart - Jan Hassink - Jan-Arie van der Heijden - Erik Heijblok - Pascal Heije - John Heitinga | - Dick Helling - John van Helvert - Youssouf Hersi - Danny Hesp - Peter Hoekstra - Cock van der Hoeven - Johnny Holshuijsen - Bobby Hoogenboom | - Bertus Hoogerman - Henk Hordijk - Brutil Hosé - Ahmed Hossam - Barry Hulshoff - Klaas-Jan Huntelaar - Donny Huysen |

## I
| - Zlatan Ibrahimović - Pius Ikedia |

## J
| - Peter Jager - Frank Janssen - Wim Jansen - Henning Jensen - Nigel de Jong | - Siem de Jong - Wim Jonk - Juanfran - Mariano Juan - Cor Jurriaans |

## K
| - Roni Kalderon - Christopher Kanu - Nwankwo Kanu - Gerrit Keizer - Marcel Keizer - Piet Keizer - Wim Kieft | - Berend Kist - Giorgi Kinkladze - Gerrie Kleton - Ronald Klinkenberg - Wim Kluft - Justin Kluivert - Patrick Kluivert | - Richard Knopper - Ronald Koeman - Dolf van Kol - Henk Koning - Jaap Knol - René Kraay - Michel Kreek | - Michael Krohn-Dehli - Ruud Krol - André de Kruijff - Gerrit Krist - Jan 't Kruis - Samuel Kuffour - Piet van der Kuil |

## L
| - Tscheu La Ling - Freek Lamain - Denny Landzaat - Quido Lanzaat - Peter Larsson | - Brian Laudrup - Michael Laudrup - Leonardo - Søren Lerby - Olaf Lindenbergh | - Toon van der Linde - Henk van der Linden - Rasmus Lindgren - Jari Litmanen - Bogdan Lobonț | - Nicolás Lodeiro - John van Loen - Eli Louhenapessy - Peter Lübeke - Albert Luque |

## M
| - Nikos Machlas - Hedwiges Maduro - Edgar Manutscharjan - Javier Martina - Ger van Mourik - Maxwell - Benedict McCarthy - Johan van Meerlant - Walter Meeuws | - Bert de Meijer - Geert Meijer - Han Meijer - Henny Meijer - Mario Melchiot - David Mendes da Silva - Kofi Mensah - Stanley Menzo - Wim Meutstege | - Andy van der Meyde - Rinus Michels - Nicolae Mitea - Aaron Mokoena - Jan Mølby - Keje Molenaar - Michael Mols - Arnold Mühren | - Gerrie Mühren - Tom De Mul - Jan Mulder - Henk Mulders - Bennie Muller - Kiki Musampa |

## N
| - Jan de Natris - Johan Neeskens - John Nieuwenburg - René Notten - Klaas Nuninga - Abdelhak Nouri |

## O
| - Anthony Obodai - John O’Brien - George Ogăraru - Hennie Oldenziel - Oleguer - Sunday Oliseh - Jesper Olsen | - André Ooijer - Edo Ophof - Piet Ouderland - Tarik Oulida - Marc Overmars - Rob Overweg |

## P
| - Rene Panhuis - Petri Pasanen - Piet Paternotte - Fons Pelser - Jan Pelser - Adriaan Pelser - Joop Pelser | - Harry Pelser - Kenneth Perez - Dan Petersen - Peet Petersen - Stefan Pettersson - Steven Pienaar - Mitchell Piqué | - Rydell Poepon - Frans Postma - Jan Potharst - Co Prins - Ton Pronk |

## Q
| - Jan Quakernaat - Kwame Quansah |

## R
| - Piet van Reenen - Erik Regtop - Michael Reiziger - Johnny Rep - Martijn Reuser - Daniël de Ridder - Frank Rijkaard | - Nico Rijnders - Robbie Rijnink - Johnny Roeg - Roger - Bert Rohde - Dennis Rommedahl - Rini van Roon | - Mauro Rosales - Markus Rosenberg - Bryan Roy - Kees Ruiter - Andrzej Rudy |

## S
| - Gastón Sangoy - Henk van Santen - Márcio Santos - Edwin van der Sar - Jeffrey Sarpong - Johnny Schaap - Werner Schaaphok - Theo Schetters - Heinz Schilcher - Robbert Schilder - John van ’t Schip - Willy Schmidt - Dick Schoenaker - Arnold Scholten | - Piet Schrijvers - Jan Schubert - Dennis Schulp - Clarence Seedorf - Stefano Seedorf - Kick Seegers - Jan Seelen - Gerald Sibon - Tom Sier - Louis Seijlhouwer - Victor Sikora - Sonny Silooy - Bruno Silva - Kees Smit | - Wesley Sneijder - Evander Sno - Tom Soetaers - Frits Soetekouw - Wesley Sonck - Tom Søndergaard - Jan Sørensen - Richard Sneekes - Ronald Spelbos - Arno Splinter - Jaap Stam - Frank Stapleton - Arno Steffenhagen - Maarten Stekelenburg | - Joop Stoffelen - Sjaak Storm - Gerrie Stroker - Heinz Stuy - Luis Suárez - Hyun Jun Suk - Miralem Sulejmani - Raphael Supusepa - Wim Suurbier - Ruud Suurendonk - Sjaak Swart |

## T
| - Simon Tahamata - Petri Tiainen - Henk Tijm - Siem Tijm - Michael Timisela - Henk Timmer | - Ole Tobiasen - Hatem Trabelsi - Dick Trock - Ignacio Tuhuteru - Rody Turpijn - Henk Twelker |

## U
| - Guus Uhlenbeek - Ismael Urzaiz |

## V
| - Rafael van der Vaart - Gerald Vanenburg - Zoltán Varga - Velibor Vasović - John Veldman - Gert Veldwijk | - Jany van der Veen - Mark Verkuyl - Frank Verlaat - Thomas Vermaelen - Kenneth Vermeer - Jan Vertonghen | - Karel Vesters - Ferdi Vierklau - Marciano Vink - Aad Visser - Wim Volkers - Jos Vonk | - Hans Vonk - Peter van Vossen - Piet Vunderink |

## W
| - Wamberto - Ton Weijmer - Nico van der Weijde - Hans Werdekker - Bob Westra - Ton Wickel | - Arend van der Wel - Wim van der Werf - Gregory van der Wiel - Rob Wielaert - Martin Wiggemansen - Dennis van Wijk | - Piet Wijnberg - Clyde Wijnhard - Menno Willems - Ron Willems - Aron Winter - Rob de Wit | - Richard Witschge - Rob Witschge - Cees de Wolf - Nordin Wooter - Jan Wouters - Jan Weggelaar |

## X
|  |

## Y
| - Abubakari Yakubu - Mustafa Yücedağ - Amin Younes |

## Z
| - Marvin Zeegelaar - Demy de Zeeuw - Gerard Ziegeler - Sten Ziegler - Johan Zuidema |